# Álvaro Pinto
Álvaro da Cunha Pinto (ur. 4 kwietnia 1907, zm. w 1956) – portugalski szermierz. Reprezentant kraju podczas igrzysk olimpijskich w Londynie i igrzysk olimpijskich w Helsinkach.
W Londynie wystąpił w turnieju indywidualnym, w którym odpadł w pierwszej rundzie, i drużynowym szpadzistów, w którym Portugalia odpadła w pierwszej rundzie. W Helsinkach wystąpił zarówno w turnieju drużynowym jak i indywidualnym szpadzistów. W turnieju drużynowym Portugalczycy powtórzyli wynik z Londynu, natomiast w turnieju indywidualnym odpadł w drugiej rundzie.